# Podvrážský mlýn
Podvrážský mlýn v Čakovci u Čakova v okrese České Budějovice je vodní mlýn, který stojí severně od obce na Dehtářském potoce u Podvrážského rybníka. Je chráněn jako nemovitá kulturní památka České republiky.

## Historie
Mlýn je zmiňován v 17. století. Koncem 19. století měl přízemní mlýnici. Ve 20. letech 20. století byla vodní kola na horní vodu nahrazena turbínou. 20. března 1923 vyhořel a o rok později započala stavba nového mlýna; v roce 1927 se v něm již opět mlelo.
Po skončení 2. světové války proběhla úprava jeho interiéru a montáž nových strojů a v roce 1948 provedena přestavba obytného domu. Nedlouho poté byl mlýn zestátněn, ale zůstal v činnosti.

## Popis
Mlýnice a dům stojí samostatně, budovy jsou zděné, vícepodlažní. U čtyřpodlažní mlýnice je turbínový domek. V úrovni 2. nadzemního podlaží se nachází vyskladňovací otvor se zachovaným závěsem pro žlab na spouštění pytlů.
Voda na vodní kolo vedla krátkým náhonem z rybníka. Z turbínového domku odcházela pod záklenkem z režných cihel. Ve mlýně se dochovala kotlová Francisova turbína od výrobce Union a. s., České Budějovice.